# 立花かな
立花 かな（たちばな かな、1990年9月12日 - ）は、日本のレースクイーン・タレントで、女性アイドルグループ『REGIIIIINA!!』（レジーナ）のメンバー。
宮城県仙台市出身。スリーライズ所属。愛称は「かなちゃそ」。
同事務所に所属する立花サキは実姉である。

## 来歴
2012年
- D1グランプリにて「ULTRAMAN with Team VERTEX レースクイーン」としてデビュー[1]。

2013年
- 姉の立花サキ率いるアイドルユニット「REGIIIIINA!!」に加入。
- アップガレージ「ドリフトエンジェルス」に“いもドリ”として参加。
- この年のSUPER GTでは、ARTAサマンサアテンダントとしても参加していた。

2014年
- 2年連続でドリフトエンジェルスの“いもドリ”を務める。
- SUPER GTで「LEON RACING LADY」を務める。

2015年
- ドリフトエンジェルスで正式メンバーに昇格し、副キャプテンを担当する[2]。

## 人物・エピソード
- 東京都立第三商業高等学校を経て、聖徳大学を卒業。大学時代はピアノを習い、保育士の第一種免許を取得していた[3]。
- 同じ事務所でREGIIIIINA!!のメンバーでもある桜木ゆいは高校の同級生。2012年9月27日放送の『笑っていいとも!』（フジテレビ系）で放送されたコーナー「クイズ!キャク分の2」では、観客席に紛れて観覧した桜木が整形美人、かながニューハーフに間違えられていた[4]。ちなみに阿川麻美もこのコーナーに同席している[5]。
- いもドリではライブでの歌唱の他に漫才も披露していたが、2014年の東京オートサロンで行われた「いもドリ お絵描き対決」では、当時のいもドリの相方だった藤原侑香に連敗している[6]。
- 「かな」という名前は芸名。2014年のいもドリの相方が中村奏絵（イー・スマイル所属）となった時、自身の本名である“かなえ”と同じだったことに運命を感じたという[7]。

## その他の出演
- でちゃう!ガール（2013年～）
- 日本レジャーチャンネル「坂上忍 presents ボートレースのじかん」（REGIIIIINA!!として、2014年11月～）